# Alexandre Pato
Alexandre Rodrigues da Silva (n. 2 septembrie 1989, în Pato Branco, Paraná, Brazilia), cunoscut sub numele de Alexandre Pato, este un jucător brazilian de fotbal, care joacă pe post de atacant, în prezent la clubul de fotbal profesionist Orlando City SC, Statele Unite.

## Începuturile
Alexandre a început să joace futsal la vârsta de 4 ani. După ce a fost remarcat de antrenorii săi, adolescentul s-a legitimat la clubul de fotbal Internacional din Porto Alegre. În anul 2001, la vârsta de 11 ani, el s-a mutat în Porto Alegre cu scopul de a deveni fotbalist.
În anul 2000, când Alexandre avea 10 ani, după o investigație cu raze x s-a dovedit că acesta avea o tumoare la mână. Doctorii au realizat că aceasta putea deveni cancerigenă dacă nu era înlăturată. Familia lui Alexandre nu își putea permite costul operației, dar doctorul Paulo Roberto Mussi a acceptat să facă operația gratuit.
El a adoptat porecla „Pato” după orașul din care provine, însemnând în traducere „Rață”.
Alexandre Pato s-a logodit cu actrița braziliană Sthefany Brito, născută la data de 19 iunie 1987 la Sao Paolo.

## Legături externe
- Site web oficial pt
- Alexandre Pato pe site-ul National-Football-Teams.com
- Profilul lui Alexandre Pato pe Soccerway